# Montréal AAA

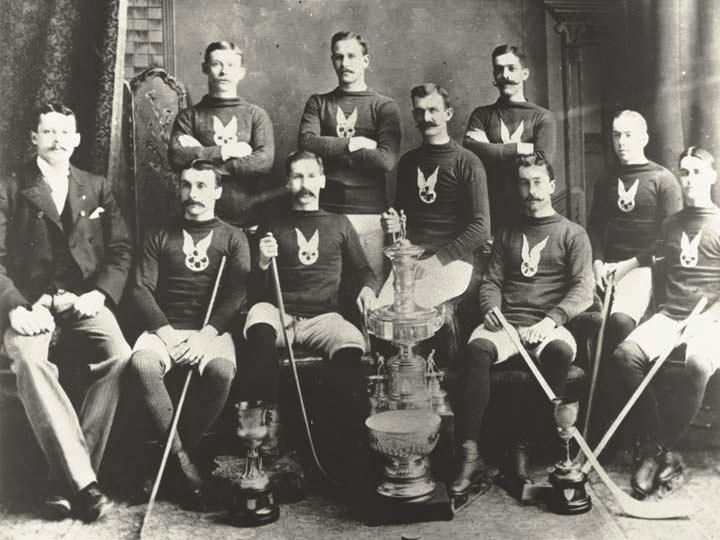
Das Team der Montreal AAA, das 1893 den ersten Stanley Cup gewann.

Der Montreal Hockey Club (kurz: Montreal HC) war ein Eishockeyverein in der kanadischen Stadt Montreal in der Provinz Québec.
Der Verein war die "Eishockeyabteilung" der Montreal Amateur Athletic Association (kurz: Montreal AAA). Er existierte von 1884 bis 1933 und konnte in den Jahren 1893, 1894, 1902 und 1903 insgesamt vier Stanley-Cup-Titel gewinnen. Der Montreal HC spielte zunächst von 1886 bis 1898 in der Amateur Hockey Association of Canada und später, von 1899 bis 1906, in der Canadian Amateur Hockey League sowie von 1907 bis 1908 in der Eastern Canada Amateur Hockey Association und abschließend von 1909 bis 1933 in der Quebec Amateur Hockey Association. Im Jahre 1930 konnte der Montreal HC den Allan Cup gewinnen. Zudem war der Club 1893 der erste Gewinner der Stanley-Cup-Geschichte (jedoch gab es bei diesem Titelgewinn keinen Herausforderer).